# Lappmarkens andra kontrakt
Lappmarkens andra kontrakt var ett kontrakt inom Svenska kyrkan i Luleå stift. Det upphörde 31 december 1961

## Administrativ historik
Kontraktet bildades 1906 
från Södra lappmarkens kontrakt med
- Sorsele församling
- Stensele församling
- Tärna församling

från Västerbottens andra kontrakt med
- Malå församling
- Arvidsjaurs församling
- Arjeplogs församling
- Malå församling

31 december 1961 upphörde detta kontrakt då Arjeplogs och Arvidsjaurs församlingar övergick till Jokkmokks kontrakt och övriga övergick till Sorsele kontrakt

## Kontraktsprostar
| Ämbetstid | Namn                     | Levnadstid | Övrigt                               |
| --------- | ------------------------ | ---------- | ------------------------------------ |
| 1925–1950 | Karl Dahlström           | 1884–      | Kyrkoherde i Malå församling.        |
| 1954–1955 | Martin Alexius Söderholm | 1894–1965  | Kyrkoherde i Arvidsjaurs församling. |